# Wiersz stroficzny
Wiersz stroficzny – zbudowany z wyraźnie zaznaczoną strofiką (zwrotką), to znaczy, że wersy zostały związane w równe fragmenty o zamkniętej budowie, np.
Wpłynąłem na suchego przestwór oceanu,

Wóz nurza się w zieloność i jak łódka brodzi,

Śród fali łąk szumiących, śród kwiatów powodzi,

Omijam koralowe ostrowy burzanu.

Już mrok zapada, nigdzie drogi ni kurhanu;

Patrzę w niebo, gwiazd szukam, przewodniczek łodzi;

Tam z dala błyszczy obłok - tam jutrzenka wschodzi;

To błyszczy Dniestr, to wzeszła lampa Akermanu.

Stójmy! - jak cicho! - słyszę ciągnące żurawie,

Których by nie dościgły źrenice sokoła;

Słyszę, kędy się motyl kołysa na trawie,

Kędy wąż śliską piersią dotyka się zioła.

W takiej ciszy - tak ucho natężam ciekawie,

Że słyszałbym głos z Litwy. - Jedźmy, nikt nie woła.

A. Mickiewicz, Stepy akermańskie
Przeciwieństwem wiersza stroficznego jest wiersz stychiczny, nazywany też ciągłym albo po prostu niestroficznym. Niestroficzny jest na przykład angielski blank verse albo starożytny heksametr. Blank verse występuje między innymi u Johna Miltona (w Raju utraconym) i u Edwina Atherstone'a w Upadku Niniwy:
SunriseAssyrian soldiers from their tents

Come forth to worship; but, when from their knees

Arising, they look round, lo! where, at eve,

In peace the hosts of nations had encamped,

Voids, threatening war at hand! Wonder, and fear,

Filled all beholders. Whitherward had fled,

And silently, unseen, armies so vast,

Greatly they marvelledbut, forth looking soon--

Scarce two leagues from the wall, in the sun's glare

Fitfully seen, behold! tents numberless,

The glint of arms; and one tall gonfalon;

Vast seeming as Assyria's royal flag,

Yet strange to every eye--sign ominous

Of dread rebellion waked! Astonishment,

And terror, for a moment held them mute:

Upadek Niniwy
Heksametr daktyliczny był obecny w literaturze greckiej, między innymi u Homera (Iliada) i łacińskiej, między innymi u Owidiusza  (Metamorfozy).
Aurea prima sata est aetas, quae vindice nullo,

sponte sua, sine lege fidem rectumque colebat. 

poena metusque aberant, nec verba minantia fixo

aere legebantur, nec supplex turba timebat

iudicis ora sui, sed erant sine vindice tuti.

nondum caesa suis, peregrinum ut viseret orbem,

montibus in liquidas pinus descenderat undas, 

nullaque mortales praeter sua litora norant;

nondum praecipites cingebant oppida fossae;

non tuba derecti, non aeris cornua flexi,

non galeae, non ensis eratsine militis usu

mollia securae peragebant otia gentes.

Metamorfozy